# Dubrovycja
Dubrovycja (ukrajinsky Дубровиця, rusky Дубровица – Dubrovica, polsky Dąbrowica) je město v Sarenském rajónu Rovenské oblasti na Ukrajině. K roku 2004 v něm žilo bezmála deset tisíc obyvatel.

## Dubrovická městská územní komunita
Ve městě je administrativní centrum Dubrovické městské územní komunity (ukrajinsky Дубровицька міська громада), do které patří Dubrovycja a dalších 39 obcí, a to:
| Přepis do latinky | Název obce v cyrilici |
| Berežky           | Бережки               |
| Berežnycja        | Бережниця             |
| Berestja          | Берестя               |
| Bilaši            | Білаші                |
| Velykyj Čeremel   | Великий Черемель      |
| Velyki Ozera      | Великі Озера          |
| Veljun            | Велюнь                |
| Bilne             | Вільне                |
| Hrani             | Грані                 |
| Hrycky            | Грицьки               |
| Zahreblja         | Загребля              |
| Zališany          | Залішани              |
| Zalužžja          | Залужжя               |
| Zasluččja         | Заслуччя              |
| Zeleň             | Зелень                |
| Kolky             | Колки                 |
| Kryvycja          | Кривиця               |
| Krupove           | Крупове               |
| Kuraš             | Кураш                 |
| Lisove            | Лісове                |
| Litvycja          | Літвиця               |
| Ljutynsk          | Лютинськ              |
| Močulyšče         | Мочулище              |
| Nyveck            | Нивецьк               |
| Ozersk            | Озерськ               |
| Orvjanycja        | Орв'яниця             |
| Osova             | Осова                 |
| Ostrivci          | Острівці              |
| Pidlisne          | Підлісне              |
| Porubka           | Порубка               |
| Praščjuky         | Працюки               |
| Rizky             | Різки                 |
| Svarycevyči       | Сварицевичі           |
| Selec             | Селець                |
| Solomiivka        | Соломіївка            |
| Tryputnja         | Трипутня              |
| Uzlissja          | Узлісся               |
| Šachy             | Шахи                  |
| Jasynec           | Ясинець               |

Tato územní komunita má rozlohu 1091,3 km2. V roce 2020 v ní žilo 34 800 оbyvatel.

## Poloha a doprava
Dubrovycja leží v údolí Horyně, pravého přítoku Pripjati v povodí Dněpru. Od Rivneho, správního střediska oblasti, je vzdálena přibližně 127 kilometrů severně. Nejbližším větším městem jsou Sarny ležící jižně.
Přibližně tři kilometry východně od centra je železniční stanice na trati ze Sarn na sever do Luniňce v Bělorusku.

## Dějiny
První písemná zmínka je z roku 1005, kdy byla Dubrovycja hlavním městem svého knížectví. Později byla až do roku 1783 součástí Volyňského vojvodství v Polsko-litevské unii. Pak se stala součástí Volyňské gubernie v ruském impériu.
Po konci první světové války se stala Dubrovycja na meziválečné období součástí druhé Polské republiky.
Na začátku druhé světové války ji zabral Sovětský svaz a následně ji dobylo v roce 1941 nacistické Německo. V roce 1945 byla začleněna do Ukrajinské sovětské socialistické republiky.

### Rodáci
- Georges Charpak (1924–2010), francouzský fyzik